# 词牌
词牌，原称调名。在唐宋時期，原本沒有“詞牌”這一概念，直到明代，由於曲的興起，產生了“曲牌”一名，由於詞與曲在形式上具有很大的相似性，因此明人就將其引入到了詞中，發明了“词牌”這個概念。而调名是填词用的曲调名。词最初是伴曲而唱的，曲子都有一定的旋律、节奏。这些旋律、节奏的总和就是词调。词与调之间，或按词制调，或依调填词，曲调即称为词調，其通常根据词的内容而定。宋后，词经过不断的发展产生变化，主要是根据曲调来填词，调名与词的内容一開始都有一定的相關性，漸漸地兩者有了脫離，便基本上不相关了。当词完全脱离曲之后，調名便仅作为文字、音韵结构的一种定式。
不少調名，除了正名之外，还有多種別名，學界稱其為“同調異名”，而有的調名，則也會代表兩種完全不同的詞調，即所謂的“同名异调”。

## 词牌分类
目前所知最早是《草堂诗余》将词分为小令、中调、长调三种，清代的毛先舒进一步根据字数去定义此三者。这一分类方法被广泛使用，但近世學者多以此方法过于生硬，而捨棄以字數的分類。
|             | 五十八字以內為小令，五十九字至九十字為中調，九十一字以上為長調。 |
| ——清·毛先舒 |                                                                  |